# Compagni di scuola (serie televisiva)
Compagni di scuola è una serie televisiva italiana del 2001, prodotta da Publiglobo e Rai Fiction e trasmessa in prima visione su Raidue.

## Trama
Ambientata nel mondo della scuola, la serie narra le vicende di professori e studenti del Liceo Scientifico Sperimentale "Giacomo Leopardi" di Roma.
I protagonisti sono i due fratelli Salina: Felice, cinquantenne single intellettuale, vicepreside e professore di filosofia, e Giovanni, più giovane e spigliato, professore di scienze, sposatosi anni prima (e padre di una bambina) e poi divorziato, che vive ancora con difficoltà il distacco dalla ex moglie.
Le loro vicende s'intrecciano con quelle dei ragazzi, in particolare quelli della IV F, e degli altri professori.

## Episodi
| Stagione       | Episodi | Prima TV |
| -------------- | ------- | -------- |
| Unica stagione | 26      | 2001     |

## Produzione
Questa serie, realizzata nel 2001 dalla casa di produzione Publiglobo (controllata dalla Publispei) e da Rai Fiction, è l'adattamento italiano della serie tv spagnola Compañeros di Antena 3. Gli autori delle sceneggiature sono Mattia Betti, Sandro Petraglia, Fidel Signorile, Stefano Tummolini, Alessandro Pondi. La regia è di Tiziana Aristarco e Claudio Norza.
Gli attori protagonisti erano Massimo Lopez e Paolo Sassanelli. Il cast regolare della serie, oltre a comprendere interpreti come Imma Piro, Brando De Sica, Elisabetta Pellini, Raffaello Balzo, Valeria Valeri, Paola Tiziana Cruciani, Mauro Pirovano, Rosanna Banfi e Anna Flati, era composto anche da attori giovani o adolescenti che nel 2001 erano poco noti, ma che negli anni successivi diventeranno dei nomi celebri del mondo dello spettacolo italiano: Giorgia Palmas, Laura Chiatti, Cristiana Capotondi, Damiano Russo e Riccardo Scamarcio. Laura Chiatti era anche la vocalist della sigla iniziale della fiction, dal titolo Tu sei.
La serie venne distribuita in DVD-Video in cofanetto, ora fuori catalogo.